# Sachsenburg
Sachsenburg osztrák mezőváros Karintia Spittal an der Drau-i járásában. 2016 januárjában 1299 lakosa volt. 

## Elhelyezkedése

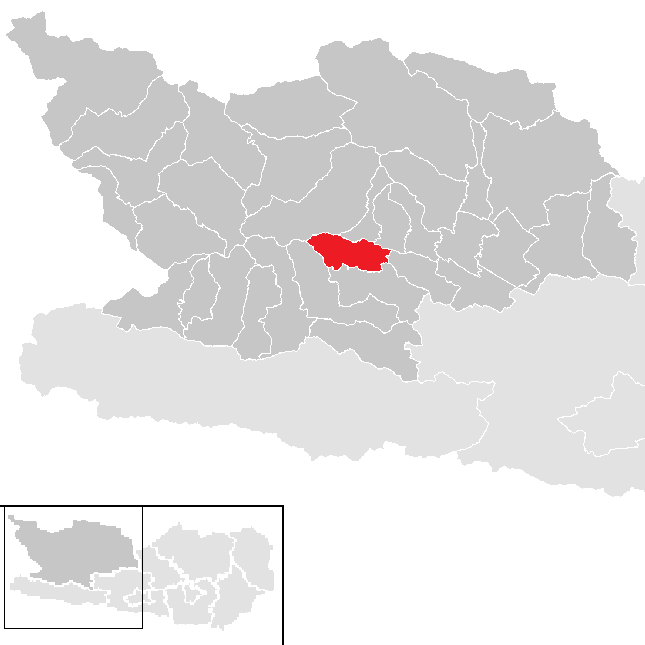
Sachsenburg a Spittali járásban

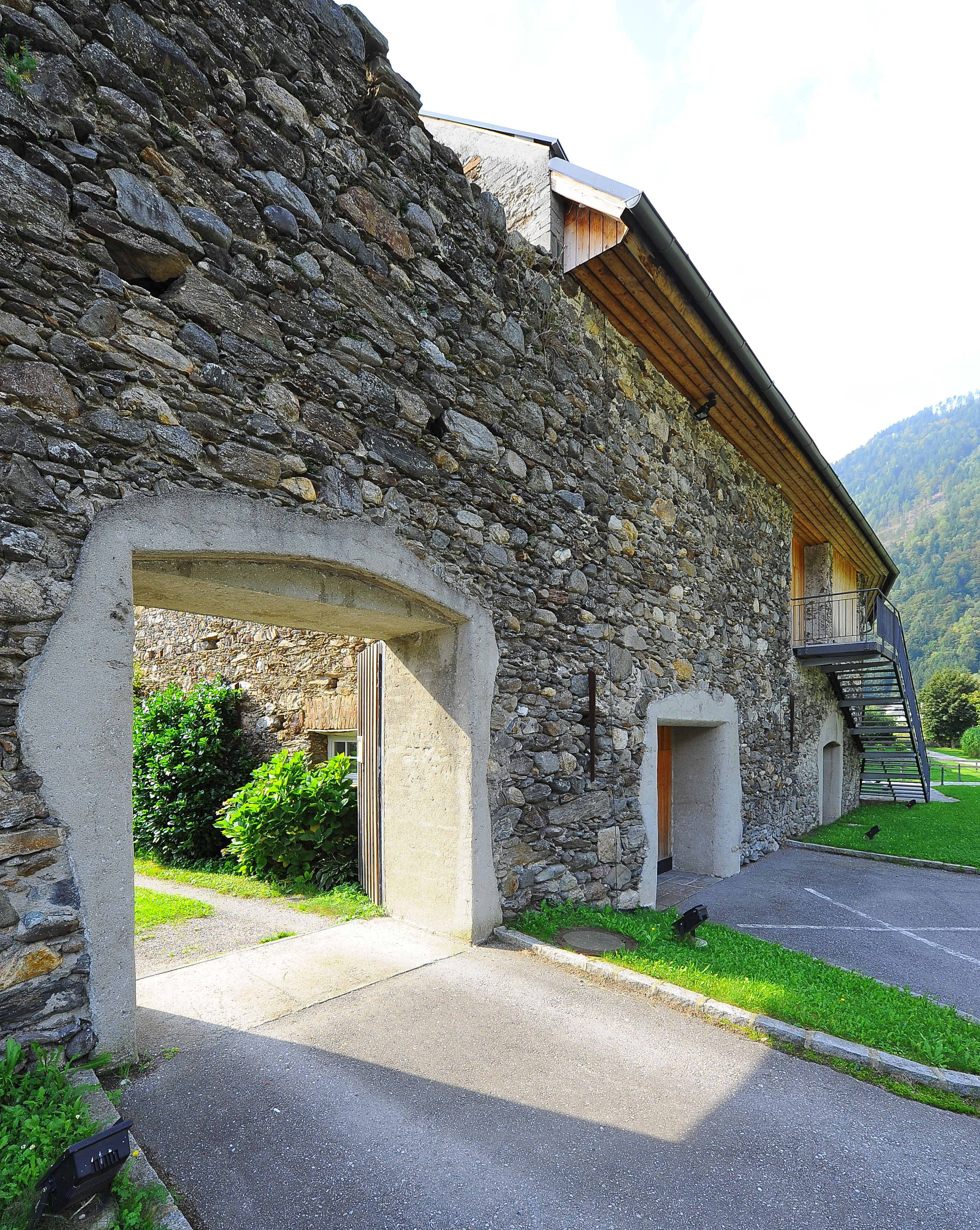
A középkori városfal

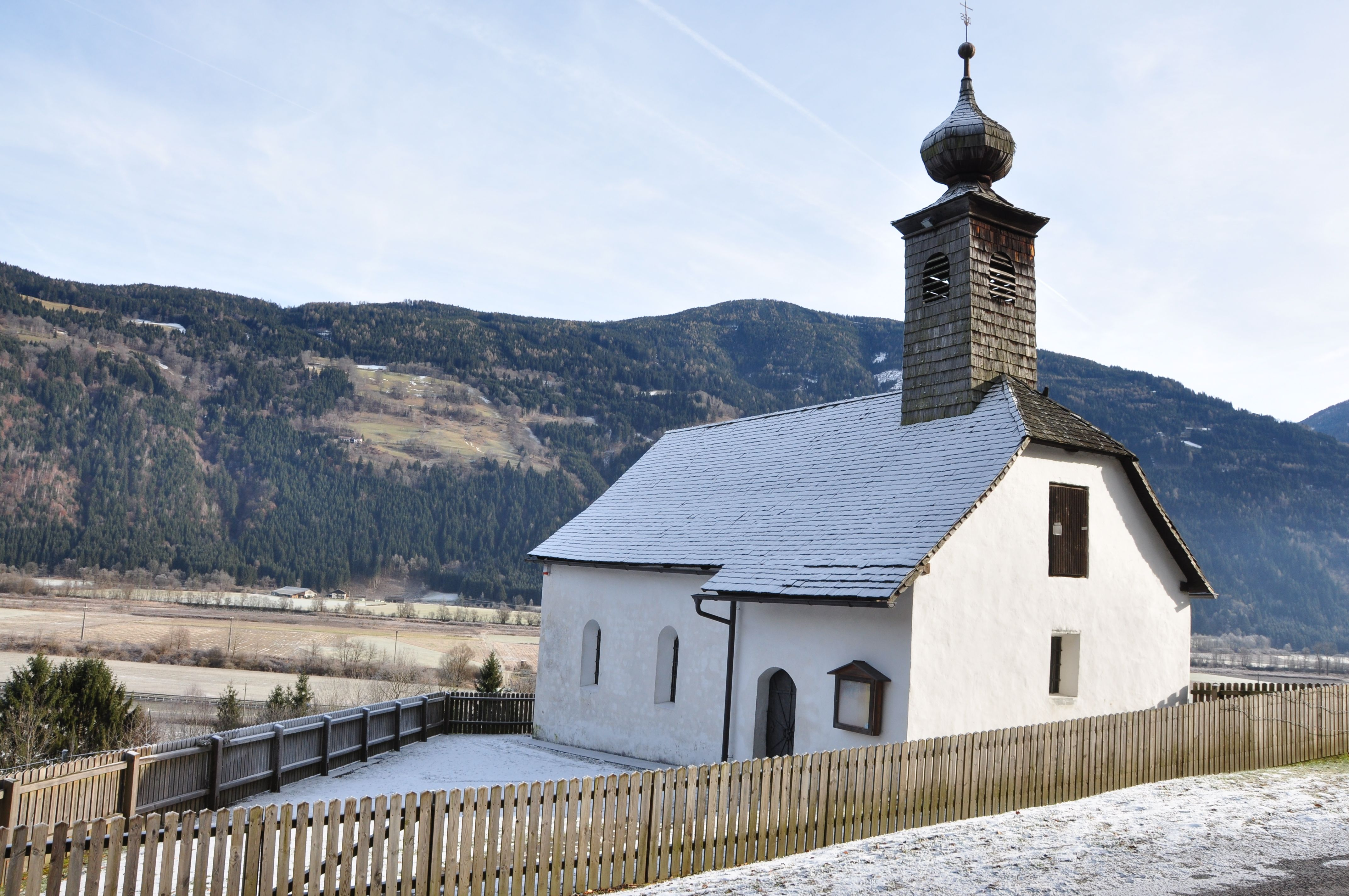
A Szt. Rupert-templom

Sachsenburg Karintia nyugati részén fekszik, a Dráva völgyének és a Lurnfeld medencéjének találkozásánál. Északnyugatról a Kreuzeck-csoport, délkeletről a Goldeck hegyei fogják közre. Az önkormányzat 5 falut és egyéb települést fog össze: Feistritz (65 lakos), Lanzewitzen (5), Nigglai (4), Obergottesfeld (200), Sachsenburg (1019).  	 	
A környező települések: északra Reißeck és Mühldorf, északkeletre Lurnfeld, keletre Baldramsdorf, délre Kleblach-Lind, délnyugatra Steinfeld. 

## Története
1200 körül két erőd épült a sachsenburgi várhegyen, első írásos említésük 1213-ból származik. A várhegy védelmében kereskedők települtek meg, akiket a Dráva és mellékfolyója, a Möll találkozása vonzott ide. 1326-ban Sachsenburg mezővárosi jogot kapott, 1358-ban pedig már városfallal rendelkezett. 
Az 1848-as márciusi forradalom során Josef Klaus és Gottlieb Supersperg kikiáltották a Sachsenburgi Köztársaságot, amelyet a hadsereg egy hónappal később megszüntetett. A köztársaság idején a polgárok nem fizettek adót és megtiltották, hogy a postakocsik áthaladjanak a városon. 
A városi önkormányzat 1850-ben alakult meg. 1865-1889 között hozzá tartozott a szomszédos Pusarnitz. Az 1973-as karintiai közigazgatási reform során Pusarnitz, Möllbrücke és Sachsenburg egybeolvadt Lurnfeld önkormányzatává. Sachsenburg egy 1992-es népszavazást követően ismét önállóvá vált. 

## Lakosság
A sachsenburgi önkormányzat területén 2016 januárjában 1299 fő élt, ami jelentős visszaesést jelent a 2001-es 1438 lakoshoz képest. Akkor a helybeliek 92,1%-a volt osztrák, 2,9% török, 1,8% pedig boszniai állampolgár. 83,1%-uk katolikusnak, 8,5% evangélikusnak, 5,9% muszlimnak, 1,2% pedig felekezeten kívülinek vallotta magát. 

## Látnivalók
- a középkori városfal
- a Szt. Margit-plébániatemplom
- a kálváriadomb és a Szent Sír-kápolna
- az obergottesfeldi Szt. Rupert-templom

## Testvértelepülések
- Spilimbergo, Olaszország
- Sachsenburg (Frankenberg/Sa. városrésze), Németország

## Fordítás
- Ez a szócikk részben vagy egészben  a   Sachsenburg (Kärnten) című német Wikipédia-szócikk ezen változatának fordításán alapul.  Az eredeti cikk szerkesztőit annak laptörténete sorolja fel. Ez a jelzés csupán a megfogalmazás eredetét és a szerzői jogokat jelzi, nem szolgál a cikkben szereplő információk forrásmegjelöléseként.